# If We Ever Meet Again
Az If We Ever Meet Again Timbaland második világszerte megjelent kislemeze, Shock Value II című nagylemezéről. Ez volt Amerikában a negyedik és egyben utolsóként megjelent kislemez az albumról. A dalban közreműködik a popénekesnő Katy Perry.

## Háttér
Timbaland az MTV-nek elmondta, hogy az "I Gotta Feeling" inspirálta a dal megírására: "Amikor ezt a dal csináltam, imádtam egy akkori számot, ami... meg fogsz lepődni. A dalnak semmi köze nem volt az ["If I Ever Meet Again"-hez], viszont amikor meghallottam a Black Eyed Peas "I Gotta Feeling"-jét, azt mondtam magamban, pont egy ilyen dalt akarok az albumra. Csinálnom kell egy saját "I Gotta Feeling"-et. Én és az egyik producerem Jim Beanz álltunk elő az ötlettel. Az "I Gotta Feeling" vidám, de nekem tetszik. Olyan jó érzésem lesz tőle.".
A dalban Timbaland inkább énekel, mint rappel: "Nem valami túl nagy éneklés, de számomra volt értelme és passzolt a hangomhoz." – magyarázta. "Ha valaki más énekelte volna, az túl mesterkélt lenne. Inkább legyenek benne hibák – én is szoktam hibázni. Azzal, hogy én éneklem, egy kis hencegést adok a dalhoz".
Katy Perry énekli a második versszakot, míg Timbaland az elsőt. A kórusnál bár mindketten egyszerre énekelnek mégis úgy tűnik, mintha Timbaland adna háttérvokált Perry hangjához.

## Megjelenés
| Dátum             | Ország                   |
| ----------------- | ------------------------ |
| 2009. december 1. | Egyesült Államok (promó) |
| 2010. február 15. | Egyesült Királyság       |
| 2010. február 16. | Egyesült Államok         |
| 2010. február 22. | Franciaország            |
| 2010. február 26. | Németország              |

### Promóció
Az "If We Ever Meet Again" és a "We Belong to the Music" (melyen közreműködött Miley Cyrus) egyszerre jelent meg az iTunes-on 2009. december 1-jén, mintegy előzetesként az éppen megjelenő nagylemezhez. Az "If We Ever Meet Again" a 98-ik helyen debütált a Billboard Hot 100 listáján 2009. december 19-én.

## Videóklip
A dalhoz tartozó videót 2009 decemberében forgatták. Rendezője Paul "Coy" Allen, korábban a "Morning After Dark"-ot és a "Say Something"-et rendezte Timbaland számára. Timbaland elmondása szerint komoly videót szeretne, amiben talán Katy Perry lehet az ő védőangyala: "Valami igazán mély dolgot szeretnék, nem biztos, hogy komoly kapcsolatként. Úgy akarom csinálni, mintha ő mentette volna meg az életemet, bármin mentem is keresztül, legyen az drogos depresszió, vagy a fogyástól való depresszió – vagy valami... Ott lesz-e akkor, ha újra megtörténik velem mindez?". A klip 2010. január 28-án jelent meg és több helyen is első helyre került a különböző zenei csatornák videóklip listáján. A videó – ellentétben azzal, hogy egy komoly kapcsolatra fókuszál – szerelmi történetet jelenít meg egy ékszertolvaj (Julian Graham) és egy műkincstolvaj (Nadine Heinemann) között, megszakítva váltásokkal Perry-re és Timbaland-re. A klipben Perry fekete fűzős miniruhában és bőrcsizmában jelenik meg, míg Timbaland barna kabátot és svájci sapkát visel. A videó végén egy tolvajbanda elviszi az összes ékszert és műtárgyat, amit a két főszereplő ellopott.

## A kislemez dalai
Digitális letöltés
1. "If We Ever Meet Again" – 4:52

Angol kislemez
Francia kislemez
1. "If We Ever Meet Again" (nemzetközi rádiós változat) – 3:58
2. "If We Ever Meet Again" (Digital Dog Radio Remix) – 3:35

Angol digitális kislemez
1. "If We Ever Meet Again" (nemzetközi rádiós változat) – 3:58
2. "If We Ever Meet Again" (Digital Dog Radio Remix) – 3:26
3. "If We Ever Meet Again" (Chew Fu Deja Fix) – 5:07
4. "If We Ever Meet Again" (Starsmith Remix) – 5:21

Angol promocionális kislemez
1. "If We Ever Meet Again" (rádiós verzió) – 3:58
2. "If We Ever Meet Again" (album verzió) – 4:53
3. "If We Ever Meet Again" (instrumentális) – 4:21

## Ranglisták és elismerések
| Lista (2009/2010)                                  | Helyezés |
| -------------------------------------------------- | -------- |
| Ausztrál kislemezlista                             | 9        |
| Osztrák kislemezlista                              | 10       |
| Belga kislemezlista (Flandria)                     | 12       |
| Belga kislemezlista (Vallónia)                     | 12       |
| Kanadai Hot 100                                    | 4        |
| Cseh rádiós játszási lista                         | 1        |
| Dán kislemezlista                                  | 22       |
| Holland Top 40                                     | 11       |
| Európai Hot 100 kislemezlista                      | 1        |
| Francia digitális kislemezlista                    | 4        |
| Francia kislemezlista                              | 5        |
| Finn kislemezlista                                 | 11       |
| Német kislemezlista                                | 9        |
| Mahasz Rádiós Top 40                               | 33       |
| Ír kislemezlista                                   | 3        |
| Olasz kislemezlista                                | 5        |
| Új-Zélandi kislemezlista                           | 1        |
| Norvég kislemezlista                               | 7        |
| Lengyel rádiós játszási lista                      | 3        |
| Szlovák rádiós játszási lista                      | 1        |
| Spanyol kislemezlista                              | 28       |
| Svéd kislemezlista                                 | 19       |
| Svájci kislemezlista                               | 7        |
| Brit kislemezlista                                 | 3        |
| Egyesült Államok Billboard Hot 100                 | 37       |
| Egyesült Államok Billboard Hot 100 digitális dalok | 24       |
| Egyesült Államok Billboard Mainstream Top 40       | 25       |

| Ország      | Elismerés    |
| ----------- | ------------ |
| Ausztrália  | aranylemez   |
| Olaszország | aranylemez   |
| Új-Zéland   | platinalemez |

## Fordítás
- Ez a szócikk részben vagy egészben  az   If We Ever Meet Again című angol Wikipédia-szócikk fordításán alapul.  Az eredeti cikk szerkesztőit annak laptörténete sorolja fel. Ez a jelzés csupán a megfogalmazás eredetét és a szerzői jogokat jelzi, nem szolgál a cikkben szereplő információk forrásmegjelöléseként.